# Kepler-51 e
 (juin 2025).
Kepler-51 e est une exoplanète de type Super-Terre en orbite autour de la son étoile hôte Kepler-51, située à environ 2 556,51 années-lumière de la Terre.

## Caractéristiques physiques
L'exoplanète se distingue par sa masse faible de 0,017 MJ et son rayon compact de 0,20 RJ.

## Orbite
Elle orbite à unités astronomiques de son étoile.

## Découverte
L'exoplanète a été découverte par la méthode des variations temporelles de transit en 2024.

## Habitabilité
Les conditions d'habitabilité de cette exoplanète ne sont pas déterminées ou ne sont pas connues.